# Инфестация
Инфеста́ция (от лат. infestare — нападать) — заражение организма человека или животного паразитами (насекомыми, клещами и другими членистоногими). Инфестации относятся вместе с гирудинозом и гельминтозами к группе инвазионных болезней.
Инфестации человека делятся на болезни, вызываемые паукообразными (арахнозы), насекомыми (энтомозы), многоножками (myriapodiasis) и язычковыми (лингватулидозы).
К инфестациям относят, например, педикулёз и фтириаз (инфестация вшами), акариазы, чесотку (инфестация чесоточным клещом), саркопсиллёз (инфестация тропической песчаной блохой), миазы (инфестация личинками мух, оводов).
Членистоногие не только вызывают у человека инвазиозные, но и через укусы передают трансмиссивные болезни. Укусы паразитических членистоногих нередко вызывают дерматиты.
Членистоногие также могут быть живыми инородными телами.
Классификация:
- арахнозы (вызываются паукообразными);
- энтомозы (вызываются насекомыми);
- myriapodiasis (вызываются многоножками);
- лингватулидозы (вызываются язычковыми).